# Collegio uninominale Umbria - 01 (Senato della Repubblica 2020)
Il collegio elettorale uninominale Umbria - 01 è un collegio elettorale uninominale della Repubblica Italiana per l'elezione del Senato della Repubblica.

## Territorio
Come previsto dalla legge n. 51 del 27 maggio 2019, il collegio è stato definito tramite decreto legislativo all'interno della circoscrizione Umbria.
È formato dal territorio dell'intera regione Umbria (92 comuni).
Il collegio coincide con il collegio plurinominale Umbria - 01.

## Eletti
| Elezione | Elezione | Senatore          | Partito           |
| -------- | -------- | ----------------- | ----------------- |
|          | 2022     | Francesco Zaffini | Fratelli d'Italia |

## Dati elettorali

### XIX legislatura
Come previsto dalla legge elettorale, 74 senatori sono eletti con sistema a maggioranza relativa in altrettanti collegi uninominali a turno unico.
| Candidati                                 | Candidati                   | Voti    | %     | Liste                          | Voti    | %     |
| ----------------------------------------- | --------------------------- | ------- | ----- | ------------------------------ | ------- | ----- |
|                                           | Francesco Zaffini ✔️ Eletto | 199 690 | 45,79 | Fratelli d'Italia              | 131 759 | 30,21 |
| Lega per Salvini Premier                  | Francesco Zaffini ✔️ Eletto | 199 690 | 45,79 | 34 634                         | 7,94    |       |
| Forza Italia                              | Francesco Zaffini ✔️ Eletto | 199 690 | 45,79 | 31 294                         | 7,18    |       |
| Noi moderati/Lupi - Toti - Brugnaro - UDC | Francesco Zaffini ✔️ Eletto | 199 690 | 45,79 | 2 003                          | 0,46    |       |
|                                           | Federico Novelli            | 120 154 | 27,55 | Partito Democratico-IDP        | 93 946  | 21,54 |
| Alleanza Verdi e Sinistra                 | Federico Novelli            | 120 154 | 27,55 | 15 221                         | 3,49    |       |
| +Europa                                   | Federico Novelli            | 120 154 | 27,55 | 9 133                          | 2,09    |       |
| Impegno Civico - Centro Democratico       | Federico Novelli            | 120 154 | 27,55 | 1 854                          | 0,43    |       |
|                                           | Federico Pasciulli          | 55 212  | 12,66 | Movimento 5 Stelle             | 55 212  | 12,66 |
|                                           | Donatella Porzi             | 35 107  | 8,05  | Azione - Italia Viva - Calenda | 35 107  | 8,05  |
|                                           | Angelo Baldinelli           | 7 821   | 1,79  | Italexit                       | 7 821   | 1,79  |
|                                           | Francesco Sciamannini       | 5 986   | 1,37  | Italia Sovrana e Popolare      | 5 986   | 1,37  |
|                                           | Carlo Romagnoli             | 5 199   | 1,19  | Partito Comunista Italiano     | 5 199   | 1,19  |
|                                           | Augusto Mangoni             | 5 052   | 1,16  | Unione Popolare                | 5 052   | 1,16  |
|                                           | Marinella Giulietti         | 2 537   | 0,58  | Vita                           | 2 537   | 0,58  |
| Totale                                    | Totale                      | 436 145 | 100   |                                | 436 145 | 100   |
|                                           |                             |         |       |                                |         |       |
| Voti non validi                           | Voti non validi             | 19 595  | 4,30  |                                |         |       |
| Votanti                                   | Votanti                     | 455 740 | 68,83 |                                |         |       |
| Elettori                                  | Elettori                    | 662 094 |       |                                |         |       |